# Wie wir wurden, was wir nicht werden sollten. Frauen im Aufbruch zu Amt und Würden
Wie wir wurden, was wir nicht werden sollten. Frauen im Aufbruch zu Amt und Würden ist der Titel einer in Kooperation zwischen dem LWL-Institut für westfälische Regionalgeschichte, dem LWL-Industriemuseum Zeche Zollern und dem LWL-Museumsamt für Westfalen entstandenen frauengeschichtlichen Ausstellung. Sie wurde von 2009 bis 2011 an verschiedenen Standorten gezeigt.

## Die Ausstellung
Der Ausstellung vorausgehend fand im Dezember 2008 die Tagung Politische Partizipation von Frauen im 20. Jahrhundert: Parlamentarierinnen in Westfalen und im Rheinland des LWL-Instituts für westfälische Regionalgeschichte „zu Fragen der Durchsetzung von Politikkarrieren von Frauen im vergangenen 20. Jahrhundert statt“. Die Ausstellung wurde anlässlich dreier zur sozialen, rechtlichen und politischen Gleichstellung von Frauen bedeutsamer Jahrestage entwickelt: die Zulassung von Frauen zum Studium in Preußen im Wintersemester 1908/09, die erstmalige Ausübung des aktiven und passiven Wahlrechts für Frauen 1919 und die Verankerung der Gleichberechtigung beider Geschlechter in Artikel 3 des Grundgesetzes für die Bundesrepublik Deutschland 1949.
Die Ausstellung wurde von Ulrike Gilhaus, zu dieser Zeit Leiterin des Museums Zeche Zollern des Landschaftsverbands Westfalen-Lippe, konzipiert. Sie wurde erstmals vom 27. Juni bis 18. Oktober 2009 im Dortmunder Industriemuseum Zeche Zollern gezeigt und anschließend als Wanderausstellung in elf verschiedenen LWL-Museen für Industriekultur und weiteren Standorten. Begleitend erschien ein Katalog mit Tagungsteil im Klartext Verlag.
Ausstellungsorte:
- Juni bis Oktober 2009: Zeche Zollern, Dortmund
- November bis Dezember 2009: Museum Hexenbürgermeisterhaus, Lemgo
- Dezember 2009 bis Januar 2010: Haus der Stadtgeschichte, Kamen
- Februar bis April 2010: Museum Wilnsdorf
- April bis Juni 2010: Museum Burg Vischering, Lüdinghausen[6]
- Juni bis August 2010: Stadtmuseum Brakel
- August bis September 2010: Museum Forum der Völker, Werl[7]
- Oktober bis November 2010: Gustav-Lübcke-Museum, Hamm
- Dezember 2010 bis Januar 2011: Stadtarchiv – Bochumer Zentrum für Stadtgeschichte
- Februar bis März 2011: Volkshochschule Gelsenkirchen
- März bis April 2011: LWL-Gleichstellungsstelle Münster[1]

## Konzeption
Die Schau zeichnete am Beispiel Westfalens den Weg von Frauen vom Kaiserreich bis zur Gegenwart in politische Ämter und akademische Positionen nach. Die verschiedenen Lebensläufe spiegeln die wichtigen gesellschaftlichen Weichenstellungen wider. Im Mittelpunkt der Ausstellung wurden exemplarisch die Lebenswege von 26 Frauen genauer beleuchtet und über Objekte, biographische Skizzen und Videointerviews mit Zeitzeuginnen und -zeugen Einblicke in persönliche Pionierleistungen gegeben. Gleichzeitig wurden auch Biografien vorgestellt, die aufgrund von Krieg oder gesellschaftlichen und rechtlichen Zwängen, wie etwa dem Lehrerinnenzölibat, nicht den von den Betreffenden angestrebten Verlauf nahmen. In der Ausstellung waren Frauen unterschiedlicher Generationen aus fast allen Kreisen und kreisfreien Städten aus Westfalen-Lippe und aus allen Parteien durch Beispiele vertreten.
Die Ausstellung war in sieben zeitliche, bzw. thematische Abteilungen gegliedert.

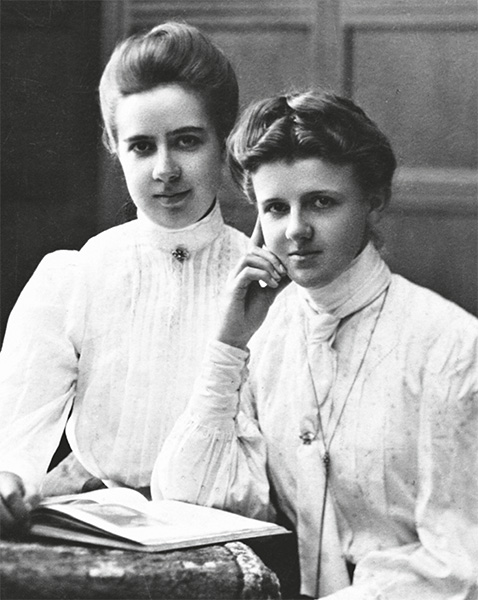
Marie und Adelheid Torhorst, Bild in der Ausstellung

Abteilung 1: „Leitbilder. Vordenkerinnen. 1908–1919–1949“
- Olympe de Gouges (1748–1793)
- Louise Otto-Peters (1819–1895)
- Hedwig Dohm (1831–1919)
- Lily Braun (1865–1916)
- Clara Zetkin (1857–1933)
- Anita Augspurg (1857–1943)
- Minna Cauer (1841–1922)
- Helene Lange (1848–1930)
- Marie Torhorst (1888–1989)
- Adelheid Torhorst (1884–1968)[4]

Abteilung 2: „Schranken. Hürden. Umwege. Lebenswirklichkeit in Studium und Beruf“

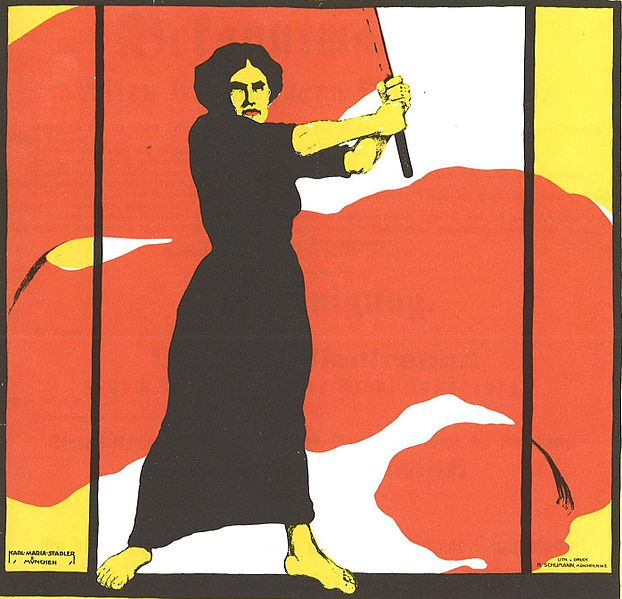
Plakatentwurf zum Frauentag 1914 aus der Ausstellung

- Florentine Rickmers-Neuhaus (1881 bis unbekannt)
- Theanolte Bähnisch (1899–1973)
- Clara Schmidt (1874–1949)
- Helene Drießen (1876–1938)[12]

Abteilung 3: „Not. Krise. Schicksalsschläge“
- Paula Dach (1905–1993)
- Brigitte Engel (1919–2006)
- Marianne Nett (1908–1997)
- Elisabeth Reckmann (1894–1976)
- Hilde Hauck (1905–1988)[13]

Abteilung 4: „Examen. Ehe. Ehrenamt“
- Almut Gilhaus (* 1928)
- Mechthild Roth (* 1925)
- Agnes Schwartz (1883–1970)
- Cäcilie Willeke (* 1935)[14]

Abteilung 5: „Frauen im Aufbruch. Karriere ja – aber nur in zweiter Riege!?“
- Aenne Brauksiepe (1912–1997)
- Elisabeth Küper (1901–1991)
- Liselotte Funcke (1918–2012)
- Friederike Nadig (1897–1970)
- Ermentrude Bäcker von Ranke (1892–1931)
- Anneliese Eickenbusch (1898–1978)
- Helma Schwebe (1909–1984)
- Annette Schücking-Homeyer (1920–2017)
- Helga Voigt (* 1922)
- Helga Bongartz (* 1935)[15]

Abteilung 6: „Aus meiner Sicht. Zeitzeugen ziehen Bilanz“
- In der Abteilung wurden Interviews mit 15 Zeitzeuginnen aufbereitet, die in der Ausstellung porträtiert wurden.[16]

Abteilung 7: „Gedanken zur Gleichstellung. Prominente Frauen schauen nach vorn“
- Großformatigen Fotografien von bekannten Frauen wie Hildegard Hamm-Brücher, Maria Jepsen, Jutta Limbach, Angela Merkel, Heide Simonis, Rita Süssmuth und Monika Wulf-Mathies sind ihre Zitate zu Frauen beigestellt.[17]